# كرينا بنتيا
كرينا بنتيا (بالرومانية: Crina Pintea)‏ مواليد 3 أبريل 1990 في رومانيا، هي لاعبة كرة يد رومانية تلعب كمحور. مثلت منتخب رومانيا لكرة اليد للسيدات. حققت المركز الثالث في بطولة العالم لكرة اليد للسيدات 2015.

## سجل المنافسة
شاركت في البطولات التالية:
- بطولة العالم لكرة اليد للسيدات 2013
- بطولة العالم لكرة اليد للسيدات 2015
- بطولة أوروبا لكرة اليد للسيدات 2012
- بطولة أوروبا لكرة اليد للسيدات 2014
- بطولة أوروبا لكرة اليد للسيدات 2016

## الإنجازات
- الدوري الروماني لكرة اليد للسيدات:
  - الميدالية البرونزية: 2015
- الدوري الألماني لكرة اليد للسيدات:
  - الفوز: 2016
- كأس أوروبا لكرة اليد للسيدات:
  - النهائي: 2012
  - نصف النهائي: 2013
- بطولة العالم لكرة اليد للسيدات:
  - الميدالية البرونزية: 2015

## معرض صور

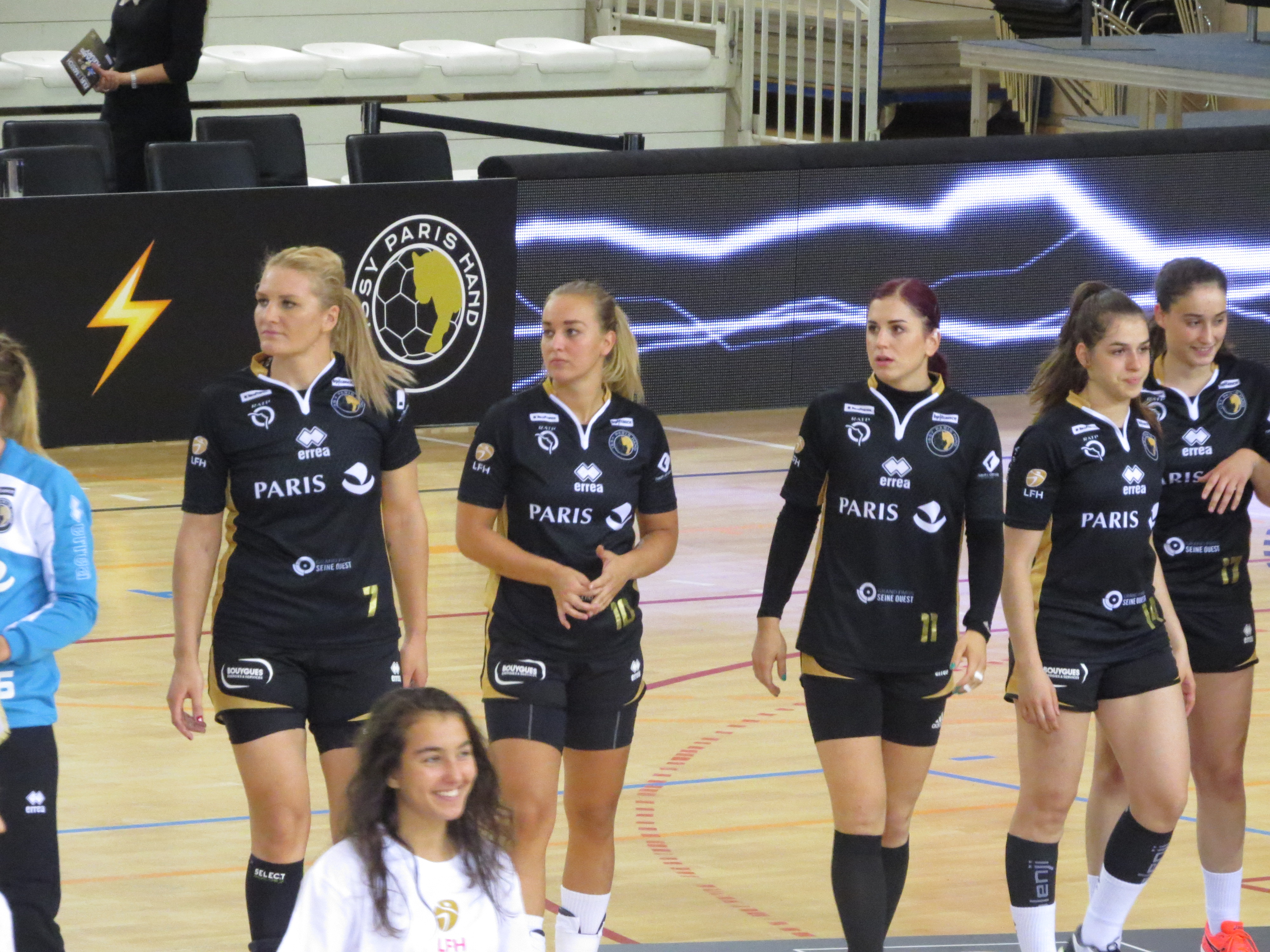
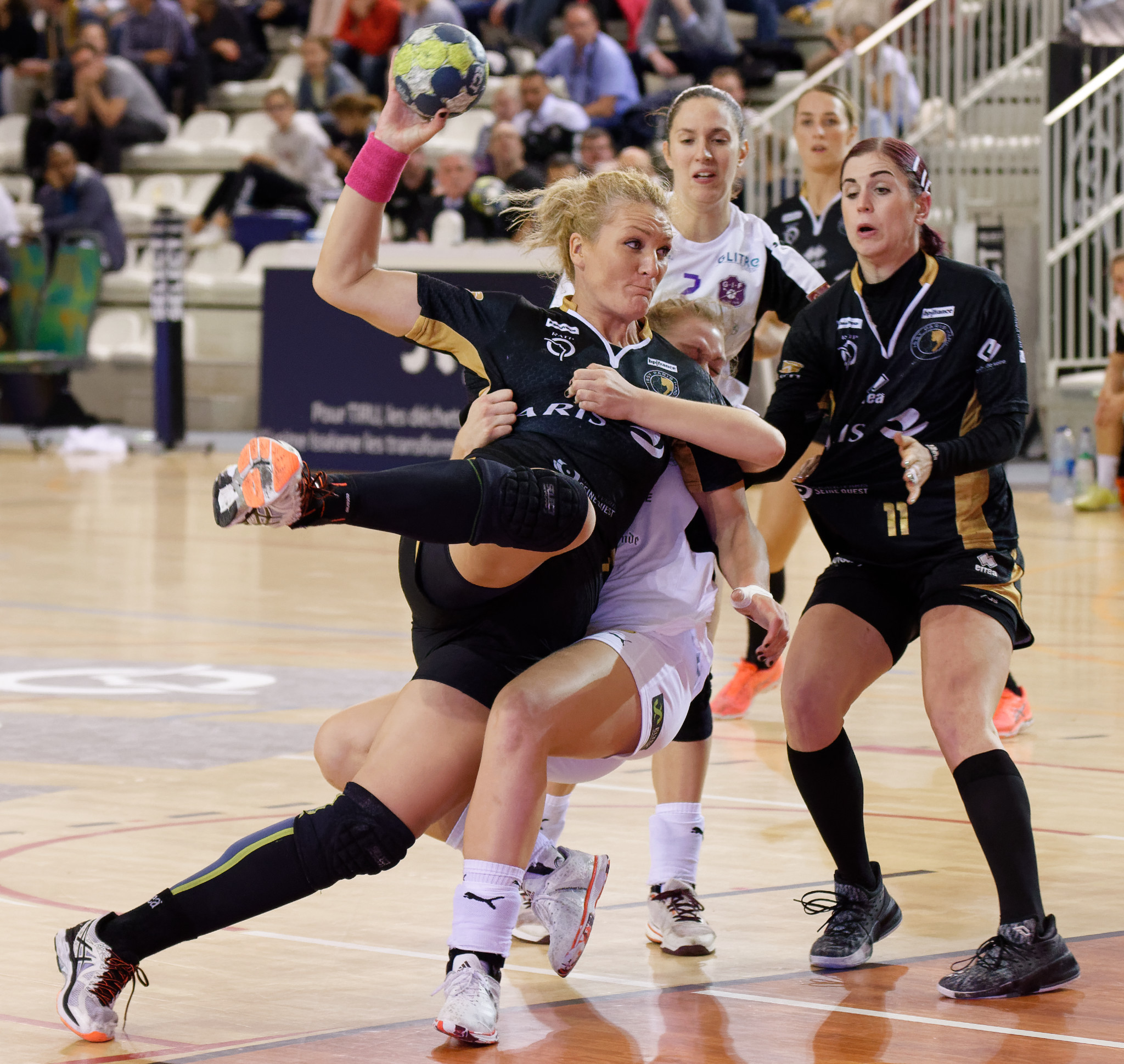
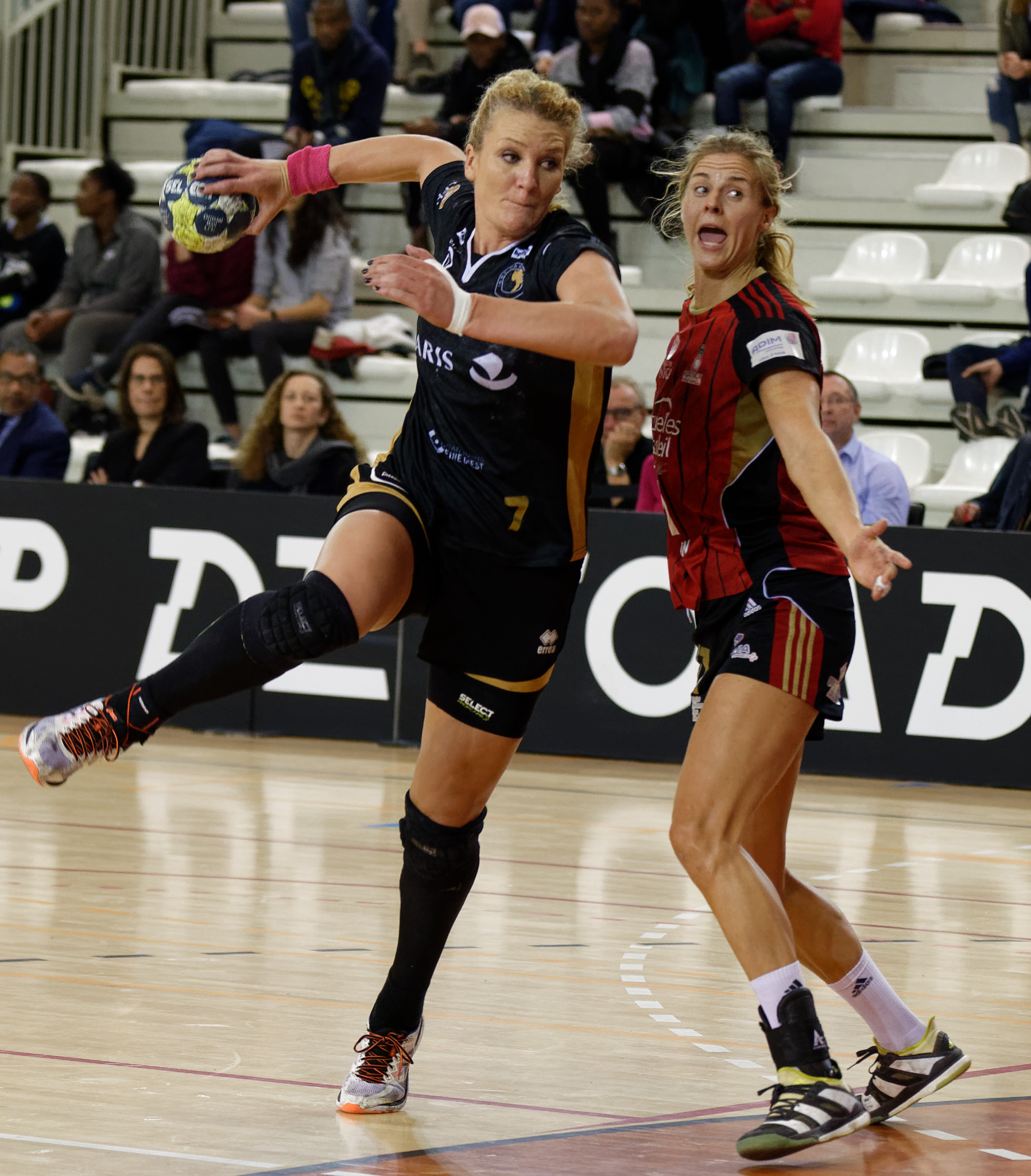
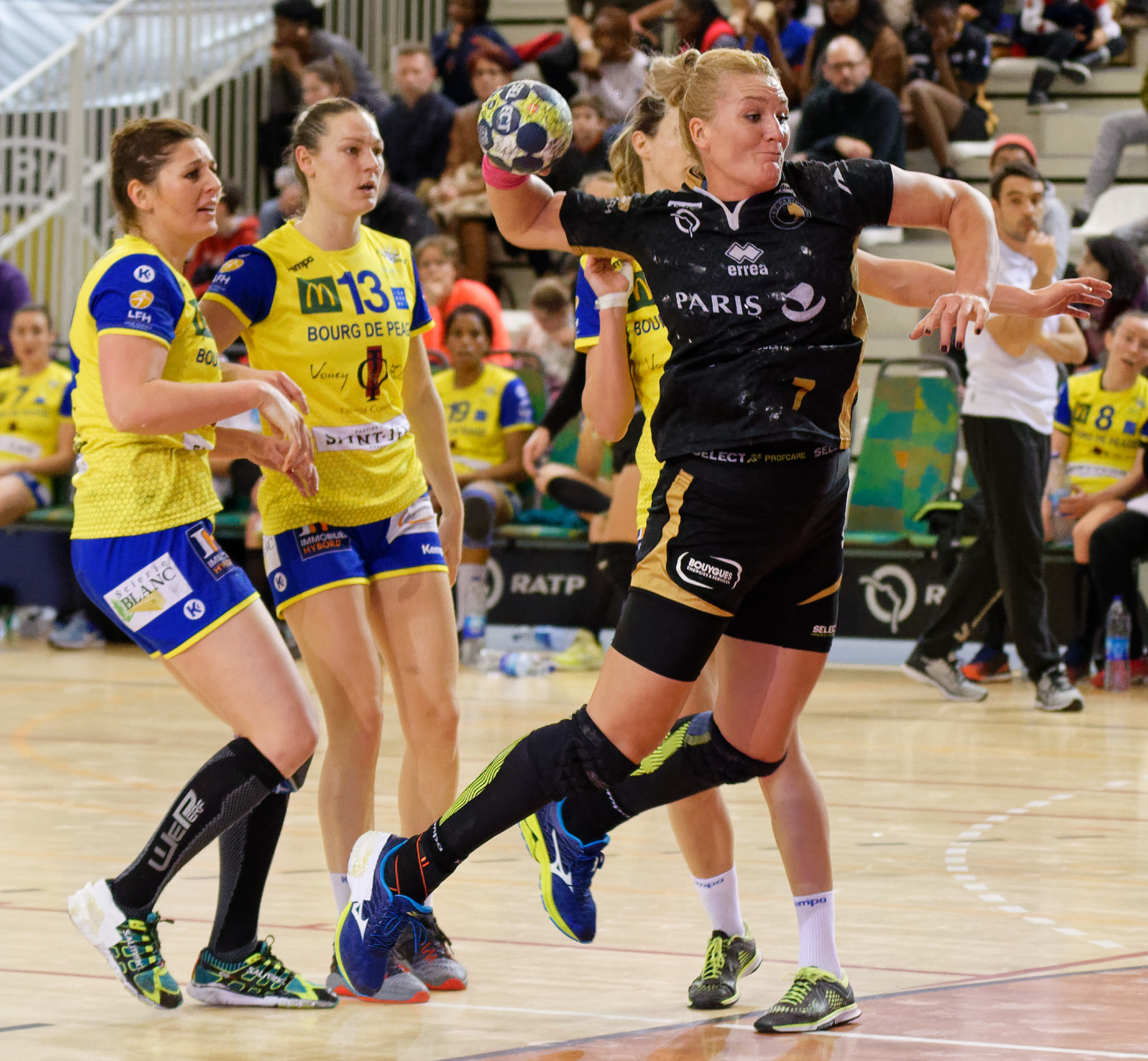
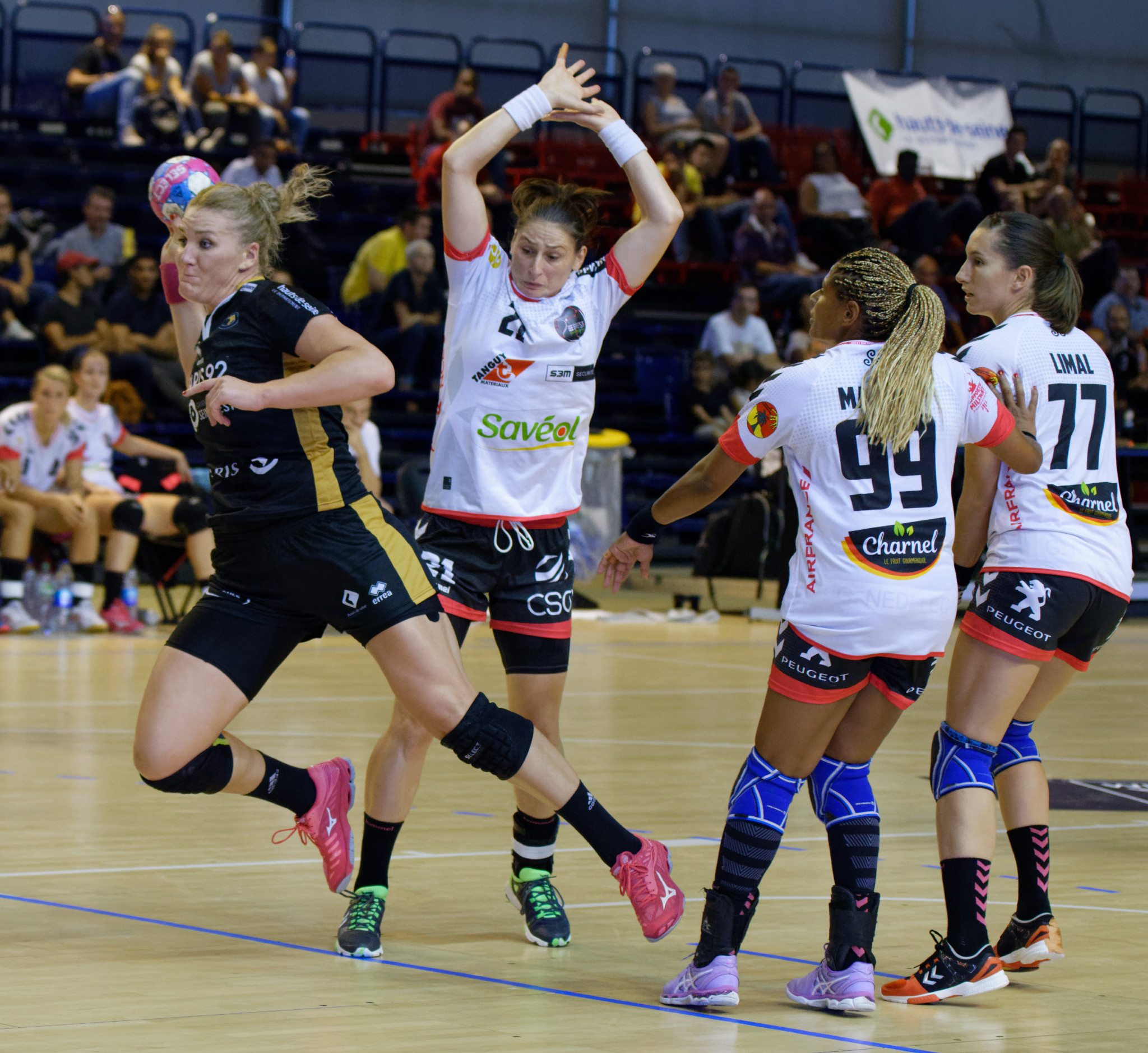
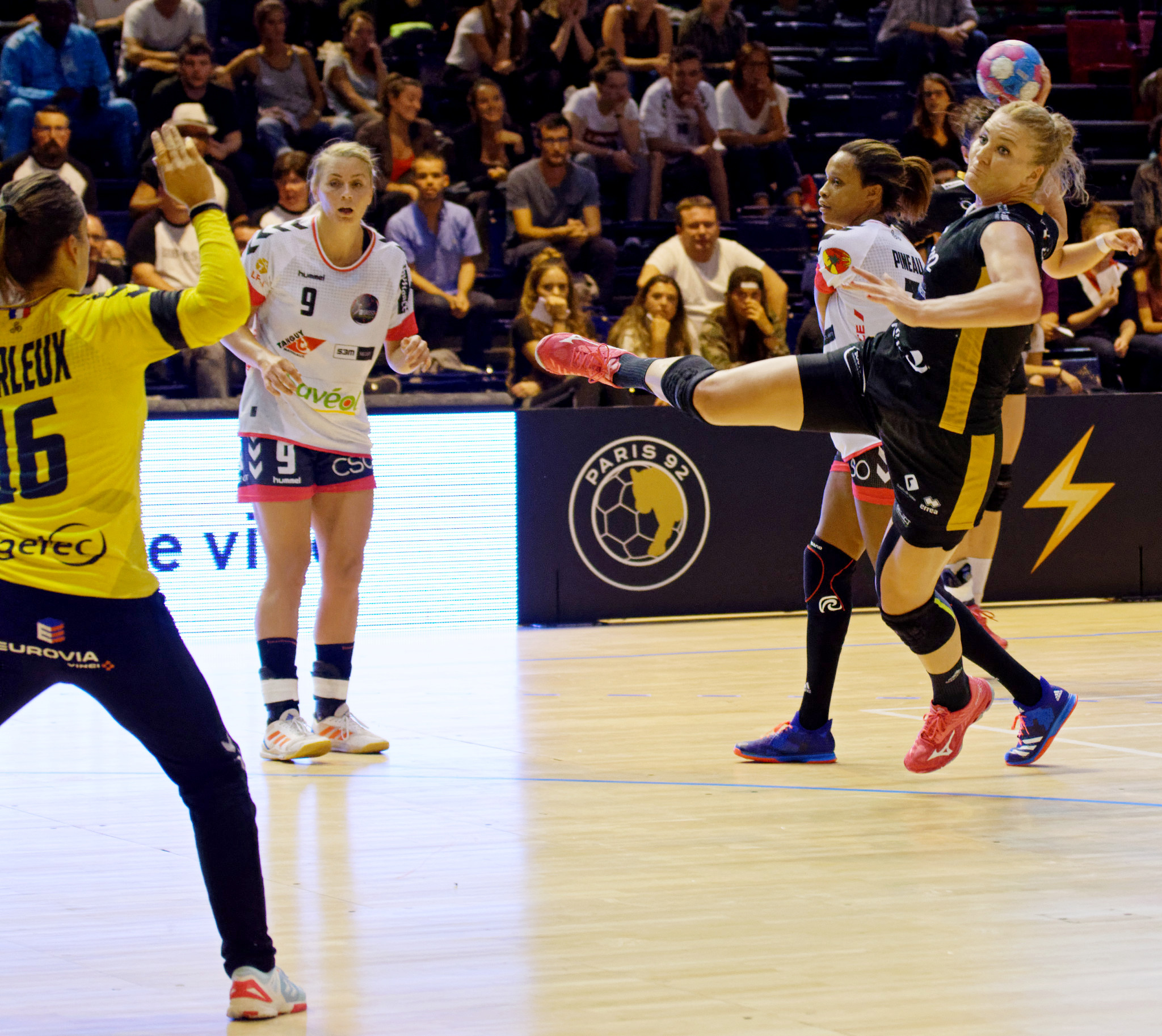

## روابط خارجية
- كرينا بنتيا على موقع الاتحاد الدولي لكرة اليد (الإنجليزية)
- كرينا بنتيا على موقع الاتحاد الأوروبي لكرة اليد (الإنجليزية)
- كرينا بنتيا على موقع الدوري الفرنسي لكرة اليد للسيدات (الفرنسية)
- كرينا بنتيا على موقع GSA (الإنجليزية)